# Campeonato Mundial de Futsal de 1994 (FIFUSA)
- No se tienen en cuenta los goles y los partidos de Armenia y Chile por W.O.

El Campeonato Mundial de la FIFUSA 1994 fue la quinta versión del importante torneo que organizó la FIFUSA; el campeonato se disputó en algunas ciudades del interior de Argentina (Río Gallegos, Ituzaingó, Posadas, Formosa, Puerto Rico, Apóstoles, Río Grande y Comodoro), entre noviembre y diciembre. En este certamen participaron 22 selecciones nacionales de las 24 clasificadas originalmente.
Argentina obtuvo su primer título venciendo en la final a Colombia, escuadra que había llegado como favorita por sus recientes logros en el Panamericano de Futsal.

Datos curiosos:
- Giovanni Hernández Galván, el mejor jugador del mundo en ese entonces sufrió una lesión en la final del torneo, gracias a esto no pudo jugar el partido.
- Argentina venció a Colombia a pocos segundos del final (30 aproximadamente) según lo evidencia el vídeo de dicho partido.

## Equipos participantes
En cursiva, los equipos debutantes.
En negrita, el equipo anfitrión.
| Confederación                                                    | Selección       | Clasificación      |
| ---------------------------------------------------------------- | --------------- | ------------------ |
| CSFS (Sudamérica) (7 cupos)                                      | Argentina       | (Anfitrión)        |
| CSFS (Sudamérica) (7 cupos)                                      | Paraguay        | (Subcampeón) 1991  |
| CSFS (Sudamérica) (7 cupos)                                      | Brasil          | (3.er Puesto) 1991 |
| CSFS (Sudamérica) (7 cupos)                                      | Bolivia         | (4.to Puesto) 1991 |
| CSFS (Sudamérica) (7 cupos)                                      | Chile           |                    |
| CSFS (Sudamérica) (7 cupos)                                      | Colombia        |                    |
| CSFS (Sudamérica) (7 cupos)                                      | Uruguay         |                    |
| CSFS (Sudamérica) (7 cupos)                                      | Venezuela       |                    |
| UEFS (Europa) (8 cupos)                                          | Portugal        | (Campeón) 1991     |
| UEFS (Europa) (8 cupos)                                          | Armenia         |                    |
| UEFS (Europa) (8 cupos)                                          | Bielorrusia     |                    |
| UEFS (Europa) (8 cupos)                                          | Eslovaquia      |                    |
| UEFS (Europa) (8 cupos)                                          | España          |                    |
| UEFS (Europa) (8 cupos)                                          | Italia          |                    |
| UEFS (Europa) (8 cupos)                                          | Moldavia        |                    |
| UEFS (Europa) (8 cupos)                                          | República Checa |                    |
| UEFS (Europa) (8 cupos)                                          | Rusia           |                    |
| CONCACFUTSAL (Norteamérica, Centroamérica y El Caribe) (5 cupos) | Canadá          |                    |
| CONCACFUTSAL (Norteamérica, Centroamérica y El Caribe) (5 cupos) | Costa Rica      |                    |
| CONCACFUTSAL (Norteamérica, Centroamérica y El Caribe) (5 cupos) | Estados Unidos  |                    |
| CONCACFUTSAL (Norteamérica, Centroamérica y El Caribe) (5 cupos) | México          |                    |
| CONCACFUTSAL (Norteamérica, Centroamérica y El Caribe) (5 cupos) | Puerto Rico     |                    |
| CAFUSA (África) (1 cupo)                                         | Marruecos       |                    |
| CAFS (Asia) (1 cupo)                                             | Israel          |                    |

- Las selecciones participantes de Armenia y Chile estaban clasificadas al mundial. Sin embargo no asistieron al mundial y no se les puso conseguir una selección para su reemplazo, por lo que los cupos quedaron vacantes y desiertos y se decidió que perdieran sus partidos por 2-0.

## Sistema de juego
Las 24 selecciones participantes disputaron la primera ronda en donde se crearon seis grupos de cuatro equipos donde avanzaron los líderes y los segundos de cada grupo. Además pasaron a la siguiente ronda los cuatro mejores terceros. Luego los 16 clasificados disputaban una segunda ronda de cuatro grupos de cuatro equipos en donde avanzaron los dos primeros a la siguiente fase. Posteriormente los 8 clasificados disputaron una fase final comenzando en los cuartos de final. Luego los ganadores de cada llave jugaron las semifinales y los vencedores disputaban la gran final.

## Primera fase

### Grupo A
Se disputaron los partidos en (Río Grande)
| Grupo A    | Pts | J | G | E | P | GF | GC | Dif |
| ---------- | --- | - | - | - | - | -- | -- | --- |
| Argentina  | 6   | 3 | 3 | 0 | 0 | 18 | 1  | +17 |
| Costa Rica | 4   | 3 | 2 | 0 | 1 | 8  | 8  | 0   |
| Israel     | 2   | 3 | 1 | 0 | 2 | 2  | 13 | -11 |
| Italia     | 0   | 3 | 0 | 0 | 3 | 4  | 10 | -6  |

|  | Costa Rica | 4:0 | Israel |  |  |

|  | Argentina | 4:1 | Italia |  |  |

|  | Israel | 2:1 | Italia |  |  |

|  | Argentina | 6:0 | Costa Rica |  |  |

|  | Costa Rica | 4:2 | Italia |  |  |

|  | Argentina | 8:0 | Israel |  |  |

### Grupo B
Se disputaron los partidos en (Río Gallegos) 
| Grupo B | Pts | J | G | E | P | GF | GC | Dif |
| ------- | --- | - | - | - | - | -- | -- | --- |
| Bolivia | 5   | 3 | 2 | 1 | 0 | 8  | 4  | +4  |
| Uruguay | 5   | 3 | 2 | 1 | 0 | 6  | 3  | +3  |
| España  | 2   | 3 | 1 | 0 | 2 | 5  | 6  | -1  |
| Armenia | 0   | 3 | 0 | 0 | 3 | 0  | 6  | -6  |

- Armenia se clasificó para este mundial pero no se presentó. Por lo consiguiente pierde sus partidos por 2-0.

|  | Uruguay | 2:1 | España |  |  |

|  | Bolivia | 2:0 | Armenia |  |  |

|  | Uruguay | 2:2 | Bolivia |  |  |

|  | España | 2:0 | Armenia |  |  |

|  | Bolivia | 4:2 | España |  |  |

|  | Uruguay | 2:0 | Armenia |  |  |

### Grupo C
Se disputaron los partidos en (Ituzaingó)
| Grupo C   | Pts | J | G | E | P | GF | GC | Dif |
| --------- | --- | - | - | - | - | -- | -- | --- |
| Venezuela | 6   | 3 | 3 | 0 | 0 | 11 | 3  | +8  |
| Portugal  | 4   | 3 | 2 | 0 | 1 | 10 | 8  | +2  |
| México    | 2   | 3 | 1 | 0 | 2 | 8  | 9  | -1  |
| Marruecos | 0   | 3 | 0 | 0 | 3 | 4  | 13 | -9  |

|  | Portugal | 7:3 | México |  |  |

|  | Venezuela | 6:2 | Marruecos |  |  |

|  | Venezuela | 2:1 | México |  |  |

|  | Portugal | 3:2 | Marruecos |  |  |

|  | Venezuela | 3:0 | Portugal |  |  |

|  | México | 4:0 | Marruecos |  |  |

### Grupo D
Se disputaron los partidos en (Formosa) 
| Grupo D         | Pts | J | G | E | P | GF | GC | Dif |
| --------------- | --- | - | - | - | - | -- | -- | --- |
| Paraguay        | 6   | 3 | 3 | 0 | 0 | 38 | 6  | +32 |
| Canadá          | 4   | 3 | 2 | 0 | 1 | 12 | 22 | -10 |
| República Checa | 2   | 3 | 1 | 0 | 2 | 17 | 12 | +5  |
| Moldavia        | 0   | 3 | 0 | 0 | 3 | 11 | 38 | -27 |

|  | Canadá | 3:2 | República Checa |  |  |

|  | Paraguay | 18:2 | Moldavia |  |  |

|  | República Checa | 12:3 | Moldavia |  |  |

|  | Paraguay | 14:1 | Canadá |  |  |

|  | Canadá | 8:6 | Moldavia |  |  |

|  | Paraguay | 6:3 | República Checa |  |  |

### Grupo E
Se disputaron los partidos en (Posadas)
| Grupo E     | Pts | J | G | E | P | GF | GC | Dif |
| ----------- | --- | - | - | - | - | -- | -- | --- |
| Brasil      | 6   | 3 | 3 | 0 | 0 | 20 | 2  | +18 |
| Rusia       | 4   | 3 | 2 | 0 | 1 | 11 | 6  | +5  |
| Puerto Rico | 2   | 3 | 1 | 0 | 2 | 2  | 19 | -17 |
| Chile       | 0   | 3 | 0 | 0 | 3 | 0  | 6  | -6  |

- Chile se clasificó para este mundial pero no se presentó. Por lo consiguiente pierde sus partidos por 2-0.

|  | Rusia | 7:0 | Puerto Rico |  |  |

|  | Brasil | 2:0 | Chile |  |  |

|  | Brasil | 12:0 | Puerto Rico |  |  |

|  | Rusia | 2:0 | Chile |  |  |

|  | Brasil | 6:2 | Rusia |  |  |

|  | Puerto Rico | 2:0 | Chile |  |  |

### Grupo F
Se disputaron los partidos en (Apóstoles)
| Grupo F        | Pts | J | G | E | P | GF | GC | Dif |
| -------------- | --- | - | - | - | - | -- | -- | --- |
| Colombia       | 6   | 3 | 3 | 0 | 0 | 23 | 3  | +20 |
| Eslovaquia     | 4   | 3 | 2 | 0 | 1 | 11 | 10 | +1  |
| Bielorrusia    | 2   | 3 | 1 | 0 | 2 | 17 | 12 | +5  |
| Estados Unidos | 0   | 3 | 0 | 0 | 3 | 5  | 31 | -26 |

|  | Colombia | 6:2 | Bielorrusia |  |  |

|  | Eslovaquia | 6:3 | Estados Unidos |  |  |

|  | Colombia | 12:0 | Estados Unidos |  |  |

|  | Eslovaquia | 4:2 | Bielorrusia |  |  |

|  | Colombia | 5:1 | Eslovaquia |  |  |

|  | Bielorrusia | 13:2 | Estados Unidos |  |  |

## Mejores terceros
| Terceros        | Pts | J | G | E | P | GF | GC | Dif |
| --------------- | --- | - | - | - | - | -- | -- | --- |
| República Checa | 2   | 3 | 1 | 0 | 2 | 17 | 12 | +5  |
| Bielorrusia     | 2   | 3 | 1 | 0 | 2 | 17 | 12 | +5  |
| México          | 2   | 3 | 1 | 0 | 2 | 8  | 9  | -1  |
| España          | 2   | 3 | 1 | 0 | 2 | 5  | 6  | -1  |
| Israel          | 2   | 3 | 1 | 0 | 2 | 2  | 13 | -11 |
| Puerto Rico     | 2   | 3 | 1 | 0 | 2 | 2  | 19 | -17 |

## Segunda fase

### Grupo I
Se disputaron los partidos en (Comodoro Rivadavia)
| Grupo I         | Pts | J | G | E | P | GF | GC | Dif |
| --------------- | --- | - | - | - | - | -- | -- | --- |
| Argentina       | 6   | 3 | 3 | 0 | 0 | 5  | 0  | +5  |
| Uruguay         | 4   | 3 | 2 | 0 | 1 | 4  | 4  | 0   |
| Portugal        | 2   | 3 | 1 | 0 | 2 | 3  | 4  | -1  |
| República Checa | 0   | 3 | 0 | 0 | 3 | 0  | 4  | -4  |

|  | Argentina | 2:0 | Uruguay |  |  |

|  | Portugal | 1:0 | República Checa |  |  |

|  | Argentina | 2:0 | República Checa |  |  |

|  | Uruguay | 3:2 | República Checa |  |  |

|  | Argentina | 1:0 | Portugal |  |  |

|  | Uruguay | 1:0 | República Checa |  |  |

### Grupo II
Se disputaron los partidos en (Posadas y Apóstoles)
| Grupo II    | Pts | J | G | E | P | GF | GC | Dif |
| ----------- | --- | - | - | - | - | -- | -- | --- |
| Venezuela   | 5   | 3 | 2 | 1 | 0 | 16 | 3  | +13 |
| Bolivia     | 5   | 3 | 2 | 1 | 0 | 15 | 4  | +11 |
| Costa Rica  | 2   | 3 | 1 | 0 | 2 | 3  | 17 | -14 |
| Bielorrusia | 0   | 3 | 0 | 0 | 3 | 6  | 16 | -10 |

|  | Venezuela | 8:2 | Bielorrusia |  |  |

|  | Bolivia | 9:0 | Costa Rica |  |  |

|  | Bolivia | 5:3 | Bielorrusia |  |  |

|  | Venezuela | 7:0 | Costa Rica |  |  |

|  | Costa Rica | 3:1 | Bielorrusia |  |  |

|  | Venezuela | 1:1 | Bolivia |  |  |

### Grupo III
Se disputaron los partidos en (Posadas y Apóstoles) 
| Grupo III | Pts | J | G | E | P | GF | GC | Dif |
| --------- | --- | - | - | - | - | -- | -- | --- |
| Colombia  | 5   | 3 | 2 | 1 | 0 | 16 | 7  | +9  |
| Brasil    | 4   | 3 | 1 | 2 | 0 | 11 | 8  | +3  |
| México    | 3   | 3 | 1 | 1 | 1 | 11 | 10 | +1  |
| Canadá    | 0   | 3 | 0 | 0 | 3 | 7  | 20 | -13 |

|  | Brasil | 5:2 | Canadá |  |  |

|  | Colombia | 5:1 | México |  |  |

|  | México | 1:1 | Brasil |  |  |

|  | Colombia | 6:1 | Canadá |  |  |

|  | Brasil | 5:5 | Colombia |  |  |

|  | México | 9:4 | Canadá |  |  |

### Grupo IV
Se disputaron los partidos en (Formosa) 
| Grupo IV   | Pts | J | G | E | P | GF | GC | Dif |
| ---------- | --- | - | - | - | - | -- | -- | --- |
| Paraguay   | 6   | 3 | 3 | 0 | 0 | 16 | 2  | +14 |
| España     | 4   | 3 | 2 | 0 | 1 | 9  | 8  | +1  |
| Rusia      | 2   | 3 | 1 | 0 | 2 | 1  | 7  | -6  |
| Eslovaquia | 0   | 3 | 0 | 0 | 3 | 2  | 11 | -9  |

|  | Paraguay | 5:0 | Rusia |  |  |

|  | España | 5:2 | Eslovaquia |  |  |

|  | Paraguay | 6:2 | España |  |  |

|  | Rusia | 1:0 | Eslovaquia |  |  |

|  | España | 2:0 | Rusia |  |  |

|  | Paraguay | 5:0 | Eslovaquia |  |  |

## Fase final

### Cuadro general
|  | Cuartos de final | Cuartos de final |          |               | Semifinales | Semifinales |         |                  | Final        | Final |  |
|  |                  |                  |          |               |             |             |         |                  |              |       |  |
|  |                  |                  |          |               |             |             |         |                  |              |       |  |
|  | Argentina (W.O.) | 2                |          |               |             |             |         |                  |              |       |  |
|  | Argentina (W.O.) | 2                |          |               |             |             |         |                  |              |       |  |
|  | Bolivia          | 0                |          |               |             |             |         |                  |              |       |  |
|  | Bolivia          | 0                |          | Argentina     | 3           |             |         |                  |              |       |  |
|  |                  |                  |          | Argentina     | 3           |             |         |                  |              |       |  |
|  |                  |                  | Uruguay  | 2             |             |             |         |                  |              |       |  |
|  | Venezuela        | 0                | Uruguay  | 2             |             |             |         |                  |              |       |  |
|  | Venezuela        | 0                |          |               |             |             |         |                  |              |       |  |
|  | Uruguay (W.O.)   | 2                |          |               |             |             |         |                  |              |       |  |
|  | Uruguay (W.O.)   | 2                |          |               |             |             |         | Argentina (t.s.) | 2            |       |  |
|  |                  |                  |          |               |             |             |         | Argentina (t.s.) | 2            |       |  |
|  |                  |                  | Colombia | 1             |             |             |         |                  |              |       |  |
|  | Colombia         | 5                | Colombia | 1             |             |             |         |                  |              |       |  |
|  | Colombia         | 5                |          |               |             |             |         |                  |              |       |  |
|  | España           | 1                |          |               |             |             |         |                  |              |       |  |
|  | España           | 1                |          | Colombia (p.) | 2 (4)       |             |         | Tercer lugar     | Tercer lugar |       |  |
|  |                  |                  |          | Colombia (p.) | 2 (4)       |             |         | Tercer lugar     | Tercer lugar |       |  |
|  |                  |                  | Brasil   | 2 (3)         |             |             |         |                  |              |       |  |
|  | Paraguay         | 0                | Brasil   | 2 (3)         |             |             | Uruguay | 1                |              |       |  |
|  | Paraguay         | 0                |          |               |             |             | Uruguay | 1                |              |       |  |
|  | Brasil           | 2                |          |               |             |             |         |                  | Brasil       | 0     |  |
|  | Brasil           | 2                |          |               |             |             |         |                  | Brasil       | 0     |  |
|  |                  |                  |          |               |             |             |         |                  |              |       |  |

- Nota: Bolivia y Venezuela perdieron sus partidos por "forfait" ante Argentina y Uruguay ya que no llegaron a tiempo a sus encuentros. En un acto de solidaridad, Paraguay también se retiró de su encuentro ante Brasil y por ello pierden sus partidos por 2-0, dándole el pase a las semifinales a Argentina, Uruguay y Brasil.

### Cuartos de final
|  | Argentina | 2:0 | Bolivia |  |  |

|  | Venezuela | 0:2 | Uruguay |  |  |

|  | Colombia | 5:1 | España |  |  |

|  | Paraguay | 0:2 | Brasil |  |  |

### Semifinales
|  | Argentina | 3:2 | Uruguay |  |  |

|  | Colombia | 2:2 (1:1, 0:0) (t. s.)(: t. s.)(4:3 p.) | Brasil |  |  |

| Tiros desde el punto penal |                  |     |                  |  |
|                            | Fallo de penal   | 0:0 | Fallo de penal   |  |
|                            | Acierto de penal | 1:1 | Acierto de penal |  |
|                            | Acierto de penal | 2:2 | Acierto de penal |  |
|                            | Acierto de penal | 3:3 | Acierto de penal |  |
|                            | Acierto de penal | 4:3 | Fallo de penal   |  |

### Tercer Lugar
|  | Uruguay | 1:0 | Brasil |  |  |

### Final
|  | Argentina | 2:1 (1:1, 0:0) (t. s.)(1:0 t. s.) | Colombia |  |  |

|                               |
| Bandera de Argentina          |
| Campeón Argentina 1.er Título |

## Tabla general
| Pos. | Equipo          | Pts | J | G | E | P | GF | GC | Dif. | Rend.  |
| ---- | --------------- | --- | - | - | - | - | -- | -- | ---- | ------ |
| 1    | Argentina       | 18  | 9 | 9 | 0 | 0 | 30 | 4  | +26  | 100%   |
| 2    | Colombia        | 14  | 9 | 6 | 2 | 1 | 47 | 15 | +32  | 77,7%  |
| 3    | Uruguay         | 13  | 9 | 6 | 1 | 2 | 15 | 10 | +5   | 72,2%  |
| 4    | Brasil          | 13  | 9 | 5 | 3 | 1 | 35 | 13 | +22  | 72,2%  |
| 5    | Paraguay        | 12  | 7 | 6 | 0 | 1 | 54 | 10 | +44  | 85,71% |
| 6    | Venezuela       | 11  | 7 | 5 | 1 | 1 | 27 | 8  | +19  | 78,57% |
| 7    | Bolivia         | 10  | 7 | 4 | 2 | 1 | 23 | 10 | +13  | 71,42% |
| 8    | España          | 6   | 7 | 3 | 0 | 4 | 15 | 19 | -4   | 42,85% |
| 9    | Portugal        | 6   | 6 | 3 | 0 | 3 | 13 | 12 | +1   | 50%    |
| 10   | Rusia           | 6   | 6 | 3 | 0 | 3 | 12 | 13 | -1   | 50%    |
| 11   | Costa Rica      | 6   | 6 | 3 | 0 | 3 | 11 | 25 | -14  | 50%    |
| 12   | México          | 5   | 6 | 2 | 1 | 3 | 19 | 19 | 0    | 41,6%  |
| 13   | Eslovaquia      | 4   | 6 | 2 | 0 | 4 | 13 | 21 | -8   | 33,3%  |
| 14   | Canadá          | 4   | 6 | 2 | 0 | 4 | 19 | 42 | -23  | 33,3%  |
| 15   | República Checa | 2   | 6 | 1 | 0 | 5 | 17 | 16 | +1   | 16,6%  |
| 16   | Bielorrusia     | 2   | 6 | 1 | 0 | 5 | 23 | 28 | -5   | 16,6%  |
| 17   | Israel          | 2   | 3 | 1 | 0 | 2 | 2  | 13 | -11  | 33,3%  |
| 18   | Puerto Rico     | 2   | 3 | 1 | 0 | 2 | 2  | 19 | -17  | 33,3%  |
| 19   | Italia          | 0   | 3 | 0 | 0 | 3 | 4  | 10 | -6   | 0%     |
| 20   | Marruecos       | 0   | 3 | 0 | 0 | 3 | 4  | 13 | -9   | 0%     |
| 21   | Estados Unidos  | 0   | 3 | 0 | 0 | 3 | 5  | 31 | -26  | 0%     |
| 22   | Moldavia        | 0   | 3 | 0 | 0 | 3 | 11 | 38 | -27  | 0%     |
| 23   | Armenia         | 0   | 3 | 0 | 0 | 3 | 0  | 6  | -6   | 0%     |
| 24   | Chile           | 0   | 3 | 0 | 0 | 3 | 0  | 6  | -6   | 0%     |